# Luciano Moše Prelević
Luciano Moše Prelević (Zagreb, 1953. ), hrvatski rabin.
Rabin Židovske općine Zagreb. Prvi je rabin rođen u Hrvatskoj nakon više od 60 godina. Njegov prethodnik, Miroslav Šalom Freiberger, stradao je kao žrtva holokausta.

## Vanjske poveznice
- Židovska općina Zagreb
- Razgovor s L. M. Prelevićem u Nacionalu Arhivirana inačica izvorne stranice od 23. svibnja 2012. (Wayback Machine)